# 定煊
定煊（19世纪？—1911年11月10日），清朝末年福州驻防旗人。
秀才出身，有才干谋略，官至佐领。1911年，武昌起义爆发后，福州将军朴寿每日整理军用物资、挑选士兵。授予能胜任作战的旗人兵器，定煊被任命为捷胜营管带，日夜操练士兵。驻防的汉人军队计划反清起义，于11月8日（宣统三年九月十八日）宣称旗营将要开炮攻城。四更时分，炮声突然响起，起义军分兵攻打将军署和总督署。朴寿亲自率领部下血战两昼夜，翻译举人出身的防御长瑞、骁骑校巴扬阿负责军事文书工作，也投身战斗，先后在阵中阵亡，起义军难以支撑，逐渐撤退。侦察得知起义军的精良枪械和重型武器都部署在山上，11月10日（宣统三年九月二十日）傍晚，定煊跟随朴寿，身着短衣、脚穿草鞋，率领敢死队袭击山上的堡垒。深入敌阵后，定煊中炮身亡。一同隶属于福州驻防军的前锋森俊、苏都里、达哈使、尚阿里，领催桂斌、庆铭，举人松音，均在战斗中阵亡。教员麟瑞，举人裕彤与其兄笔帖式裕丰，族兄哨官铄钦额，也都战死。